# F. Paul Wilson
Francis Paul Wilson (nacido el 17 de mayo de 1946 en Jersey City) es un escritor estadounidense de ciencia ficción y terror. Su primera novela fue Healer ("El curandero") (1976). Aparte de escribir libros, Wilson también es médico de cabecera. Hizo sus primeras publicaciones en la década de 1970 en la revista Analog Science Fiction and Fact mientras todavía estudiaba medicina (se licenció en 1973), y continuó escribiendo relatos de ciencia ficción durante toda la década. En 1981 se inició en el género de terror con The Keep ("El torreón"), que se convirtió en un éxito de ventas internacional y siguió escribiendo relatos de terror durante los años siguientes. A comienzos de la década de 1990 pasó de la ciencia ficción y el terror a los relatos de suspense médico, simultaneando su carrera literaria con trabajos para Disney interactive y otras compañías multimedia. Junto a Matthew J. Costello creó y guionizó FTL Newsfeed, un programa diario para el Sci-FI Channel entre 1992 y 1996.
Entre los personajes más conocidos creados por Wilson se encuentra el antihéroe Repairman Jack, un mercenario urbano que apareció en su novela The Tomb (1984). Posteriormente el personaje no volvería a aparecer hasta su novela Legacies (1998). Desde entonces Wilson lo ha hecho aparecer en varias novelas y relatos de géneros diversos, como la historia de vampiros Midnight Mass, la de ciencia ficción Sims e incluso la de suspense de la Nueva Era con The Fifth Harmonic.
A lo largo de su obra -especialmente en sus primeras obras de ciencia ficción (especialmente en An Enemy of the State)- Wilson ha incluido entre sus temas la filosofía política libertaria que ha extendido a sus novelas de "Repairman Jack". Ganó el primer Premio Prometheus en 1979 por su novela Wheels Within Wheels y otro en el año 2004 por Sims. La Sociedad Futurista Libertaria también honró a Wilson incluyéndolo en su Salón de la Fama en 1990 por Healer y An Enemy of the State (1991). 
Francis Paul Wilson también se considera un destacado fan de H. P. Lovecraft

«¿Por qué? Porque Howard Phillips Lovecraft es especial para mí. 
»Donald A. Wollheim tiene la culpa. Él me enganchó a Lovecraft. Fue en 1959. Yo solo tenía trece años cuando Wollheim me pasó mi primera dosis. Hasta entonces yo había sido un buen chico que leía Ace Doubles e historias de ciencia ficción puras y correctas como las de Heinlein, E.E. Smith, Paul Anderson, Fred Pohl y otros. Pero Donald me trajo toda una antología de Lovecraft. Sabía lo que se hacía. Le habían puesto de nombre "EL LECTOR MACABRO" y tenía una muy atractiva cubierta de Ed Emshwiller. No pude resistirme. La compré.

»La leí. Y eso fue todo. El comienzo de mi fin.»
Como la mayoría de los escritores estadounidenses de ciencia ficción Wilson ha sido influenciado directa o indirectamente por la perspectiva John W. Campbell del género como una literatura de ideas. En su obra Wilson utiliza y explora teorías y tecnologías especulativas a medida que se desarrollan. Un ejemplo destacado se encuentra en su novela An Enemy of the State (publicada en 1980), que escribió durante la década de 1970, una época de estanflación en el desarrollo de la economía de los Estados Unidos. Durante este período la inflación estadounidense alcanzó su nivel más elevado desde la Segunda Guerra Mundial, debido al dinero fiduciario de la Reserva Federal. En la novela  Wilson extiende esta situación económica a una conclusión que provoca una hiperinflación del dinero que termina desmoronando un imperio galáctico, y la única esperanza de la humanidad llega bajo la forma de una conspiración anarquista que completa la caída del imperio y reemplaza los bonos estatales sin valor con dinero honesto respaldado por valores reales. A lo largo del libro, Wilson sitúa en los encabezados de los capítulos citas de obras de economía como Fiat Money Inflation in France.
En 1983 se realizó la película The Keep, basada en su novela El torreón, y desde hace años corren rumores sobre una película basada en las novelas de Repairman Jack. 
«Odio decirlo (ya que soy un devoto creyente en la ley de Murphy, pero parece que The Tomb va en camino de convertirse en película este año. El pasado octubre, después de siete años de producción, numerosas opciones, cinco guionistas y ocho guiones, Beacon Films (Air Force One, Thirteen Days, Spy Game, etc.) finalmente compró los derechos para la película. Disney/Touchstone/Buena Vista will financiarán y distribuirán la película aquí y en el extranjero. La película será llamada "Repairman Jack" (la idea es convertirlo en un personaje de franquicia).»
Sus relatos cortos "Foet," "Traps" y "Lipidleggin" fueron adaptados como cortometrajes y recopilados en el DVD "OTHERS: The Tales of F. Paul Wilson."
Su relato corto Pelts fue adaptado como uno de los capítulos de la serie televisiva Masters of Horror.
Desde hace años Wilson reside en Wall Township, Nueva Jersey.

## Novelas

### El Ciclo del Adversario
- El torreón (1981), ISBN 0-688-00626-4
- The Tomb (1984), ISBN 0-918372-11-9 (reeditada en 2004 bajo su título original, Rakoshi, por Borderlands Press)
- The Touch (1986), ISBN 0-515-08733-5
- Reborn (1990), ISBN 0-913165-52-2
- Reprisal (1991), ISBN 0-913165-59-X
- Nightworld (1992), ISBN 0-913165-71-9

### Repairman Jack
1. The Tomb (1984), ISBN 0-918372-11-9 (reeditada en 2004 bajo su título original, Rakoshi, por Borderlands Press)
2. "A Day in the Life" (relato) (1989) (aparece en la antología The Barrens and Others)
3. "The Long Way Home" (relato) (1992)
4. "Home Repairs" (relato) (1996) (posteriormente incorporado en la novela Conspiracies)
5. "The Wringer" (relato) (1996)
6. "The Last Rakosh" (1990) (posteriormente incorporado en la novela All The Rage, y después en el año 2006 en una edición revisada)
7. Legacies (1998), ISBN 0-312-86414-0
8. Conspiracies (1999), ISBN 0-312-86797-2
9. All The Rage (2000), ISBN 0-312-86796-4
10. Hosts (2001), ISBN 0-312-87866-4
11. The Haunted Air (2002), ISBN 0-312-87868-0
12. Gateways (2003), ISBN 0-7653-0690-5
13. Crisscross (2004), ISBN 0-7653-0691-3
14. Infernal (2005), ISBN 0-7653-1275-1
15. Harbingers (2006), ISBN 0-7653-1276-X
16. "Interlude at Duane's" (relato) (2006) (disponible en las antologías editadas por James Patterson-Thriller y Aftershock and Others)
17. Bloodline (2007), ISBN 0-7653-1706-0
18. Do-Gooder (relato) (2007) (edición limitada de 200 ejemplares)
19. By The Sword (2008), ISBN 0-7653-1707-9
20. Ground Zero (2009)

### El joven Repairman Jack
1. Secret Histories (novela para jóvenes adultos) (2008)
2. Secret Vengeance (novela para jóvenes adultos) (2009)
3. Secret Circles (novela para jóvenes adultos) (2009)

### LaNague Federation
1. Healer (1976), ISBN 0-385-11548-2 (reeditada en 2005, incluye "To Fill the Sea and Air" ISBN 0-9766544-1-5)
2. Wheels Within Wheels (1978), ISBN 0-385-14397-4 (reeditada en 2005, incluye "Higher Centers" y "The Man with the Anteater" ISBN 0-9766544-3-1)
3. An Enemy of the State (1980), ISBN 0-385-15422-4 (reeditada en 2005, incluye "Lipidleggin'" y "Ratman" ISBN 0-9766544-2-3)

- Dydeetown World (1989), ISBN 0-671-69828-1
- The Tery (1990), ISBN 0-671-69855-9 (revised in 2006, ISBN 1-892950-32-4)
- LaNague Chronicles (1992), ISBN 0-671-72139-9 (incluye An Enemy of the State, Wheels Within Wheels y Healer)

### Otros libros
- Black Wind (1988), ISBN 0-312-93064-X
- Soft and Others (1989), ISBN 0-312-93117-4 (
- Sibs (1991), ISBN 0-8125-3124-8
- Freak Show (1992), ISBN 0-671-69574-6 (colaborador y editor)
- The Select (1994), ISBN 0-688-04618-5
- Implant (1995), ISBN 0-312-89034-6
- Virgin (1996), ISBN 0-425-15124-7 (como Mary Elizabeth Murphy)
- Mirage (1996), ISBN 0-446-51976-6 (con Matthew J. Costello)
- Deep as the Marrow (1997), ISBN 0-312-86264-4
- Nightkill (1997), ISBN 0-312-85910-4 (con Steven Spruill) (en algunas ediciones aparece como "Steve Lyon")
- Masque (1998), ISBN 0-446-51977-4 (con Matthew J. Costello)
- The Barrens and Others (1998), ISBN 0-312-86416-7 (colección de relatos cortos)
- The Christmas Thingy (2004), ISBN 1-58767-031-3 (historia para niños ilustrada por Alan M. Clark)
- The Fifth Harmonic (2003), ISBN 1-57174-386-3
- Sims (2003), ISBN 0-7653-0551-8
- Artifact (2003), ISBN 0-7653-0063-X (con Kevin J. Anderson, Janet Berlinger y Matthew J. Costello)
- Midnight Mass (2004), ISBN 0-7653-0705-7
- The Peabody-Ozymandias Traveling Circus & Oddity Emporium (2007)
- Aftershock and Others (2009), (colección de relatos cortos)

### Entrevistas
- Interview with Free Talk Live Archivado el 17 de febrero de 2020 en Wayback Machine.
- Entrevista en wotmania.com

### Adaptación cinematográfica deThe Keep
- The Keep -  Incluye entrevistas con F. Paul Wilson, Michael Mann y Enki Bilal, creador del diseño de "Molasar," la versión del villano de la película.
- Finales alternativos  Archivado el 16 de diciembre de 2006 en Wayback Machine.  de la película.
- Parodia Archivado el 12 de septiembre de 2009 en Wayback Machine. de la adaptación de la película The Keep

| Predecesor: - | Premio Prometeo 1979 | Sucesor: Lester Neil Smith |

- Datos: Q584128
- Multimedia: F. Paul Wilson / Q584128